# René Worms
Pour les articles homonymes, voir René Worms (homonymie).
René Worms, né le 8 décembre 1869 à Rennes, et mort le 12 février 1926 dans le 6e arrondissement de Paris), est un sociologue français, fondateur de la Société de Sociologie de Paris, de la Société Internationale de Sociologie et de la Revue Internationale de Sociologie. Il exerça également les fonctions de Conseiller d'État.

## Biographie
René Worms, issu d'une famille juive lorraine et fils du professeur d'économie politique Émile Worms, fit de brillantes et précoces études au lycée Charlemagne puis à l'École normale supérieure, qui le conduisirent à être admis à l'agrégation de philosophie à l'âge de vingt ans, puis à devenir docteur ès lettres et docteur ès sciences. Il passa également avec succès l'agrégation de sciences économiques.

## Sociologie
Mais la principale tâche qui occupa son existence fut la promotion de la sociologie, dont il fut un de ceux qui entreprirent de la structurer et de la constituer en tant que science autonome et non plus simplement comme une partie de la philosophie positive.
C'est dans ce but qu'il fonde en janvier 1893 la Revue Internationale de Sociologie, dont le programme précisait que son objectif était de contribuer à la connaissance la plus scientifique possible des faits sociaux, science sur laquelle il serait ensuite possible de s'appuyer pour réformer la société, de la même façon que c'est sur la connaissance de l'anatomie que la médecine a pu se fonder.

### Organicisme
La métaphore médicale n'était pas arbitraire sous la plume de Worms, qui, à la suite d'un Alfred Espinas ou d'un Gustave Le Bon, avait une conception organiciste de la société, conception que Worms développe dans son ouvrage Organisme et société paru en 1896.
Le succès rencontré par la Revue Internationale de Sociologie poussa René Worms à fonder l'année suivante un Institut International de sociologie et une collection d'ouvrages de sociologie (la Bibliothèque internationale de sociologie). Enfin, en 1895, Worms fonda la Société de sociologie de Paris.
Le groupe éclectique de chercheurs réunis autour de Worms devint toutefois de plus en plus excentré dans le champ de la sociologie scientifique qui se constitua en deux grandes écoles au début du XXe siècle : celle des héritiers de Frédéric Le Play et surtout celle d'Émile Durkheim dont le rejet implicite des entreprises de Worms contribua encore davantage à marginaliser ce dernier. Qui plus est, l'organicisme défendu par le directeur de la revue avait été abandonné, dès 1897, par la communauté scientifique qui en avait perçu les insuffisances théoriques, insuffisances qui furent détaillées par François Simiand lors de la parution d'Organisme et société. On estime aujourd'hui que, si ses activités organisationnelles ont vraisemblablement contribué à la constitution de la sociologie en tant que discipline autonome, l'apport théorique de René Worms à la constitution de la sociologie moderne peut être considéré comme négligeable.
À la mort de Worms, en 1926, l'ancien durkheimien Gaston Richard reprit la direction de la Revue internationale de sociologie, qui cessa de paraître à la veille de la Seconde Guerre mondiale.
Il est inhumé au cimetière du Père-Lachaise (7e division),.

## Distinctions
- Officier de la Légion d'honneur (19 septembre 1920)[14]

## Œuvres de René Worms
- De la volonté unilatérale considérée comme source de l'obligation (1891) [lire en ligne].
- La Morale de Spinoza (1892) [lire en ligne].
- De natura et methodo sociologiae (1896) [lire en ligne].
- La Science et l'art en économie politique (1896).
- Organisme et société (1896).
- Philosophie des sciences sociales (3 vol., 1903-1907).
- Études d'économie et de législation rurales (1906) [lire en ligne].
- Les Principes biologiques de l'évolution sociale (1910).
- Précis de philosophie (4e édition, 1911) [lire en ligne].